# Алленсворт (Каліфорнія)
Алленсворт (англ. Allensworth) — переписна місцевість (CDP) в США, в окрузі Туларе штату Каліфорнія. Населення — 531 особа (2020).

## Географія
Алленсворт розташований за координатами 35°51′0″ пн. ш. 119°23′21″ зх. д. / 35.85000° пн. ш. 119.38917° зх. д. (35.849878, -119.389209).  За даними Бюро перепису населення США в 2010 році переписна місцевість мала площу 8,04 км², уся площа — суходіл.

## Демографія
Згідно з переписом 2010 року, у переписній місцевості мешкала 471 особа в 115 домогосподарствах у складі 98 родин. Густота населення становила 59 осіб/км².  Було 142 помешкання (18/км²).
Расовий склад населення:
| - 33,5 % — білих - 4,7 % — чорних або афроамериканців - 1,7 % — азіатів - 59,2 % — осіб інших рас |

До двох чи більше рас належало 0,8 %. Частка іспаномовних становила 92,6 % від усіх жителів.
За віковим діапазоном населення розподілялося таким чином: 39,7 % — особи молодші 18 років, 55,0 % — особи у віці 18—64 років, 5,3 % — особи у віці 65 років та старші. Медіана віку мешканця становила 23,4 року. На 100 осіб жіночої статі у переписній місцевості припадало 97,1 чоловіків;  на 100 жінок у віці від 18 років та старших — 98,6 чоловіків також старших 18 років.
Середній дохід на одне домашнє господарство  становив 33 722 долари США (медіана — 28 929), а середній дохід на одну сім'ю — 30 761 долар (медіана — 22 500). Медіана доходів становила 28 542 долари для чоловіків та 16 250 доларів для жінок. За межею бідності перебувало 49,5 % осіб, у тому числі 56,9 % дітей у віці до 18 років та 26,9 % осіб у віці 65 років та старших.
Цивільне працевлаштоване населення становило 174 особи. Основні галузі зайнятості: сільське господарство, лісництво, риболовля — 67,8 %, освіта, охорона здоров'я та соціальна допомога — 9,2 %, науковці, спеціалісти, менеджери — 6,3 %, публічна адміністрація — 4,6 %.